# 曹路站
曹路站位于中华人民共和国上海市浦东新区曹路镇金海路、金钻路与龚华路交叉口，是上海地铁9号线的地铁车站，于2017年12月30日启用。

## 歷史
2017年12月30日：本站隨著上海地鐵9號線三期延伸，正式啟用。

## 车站结构

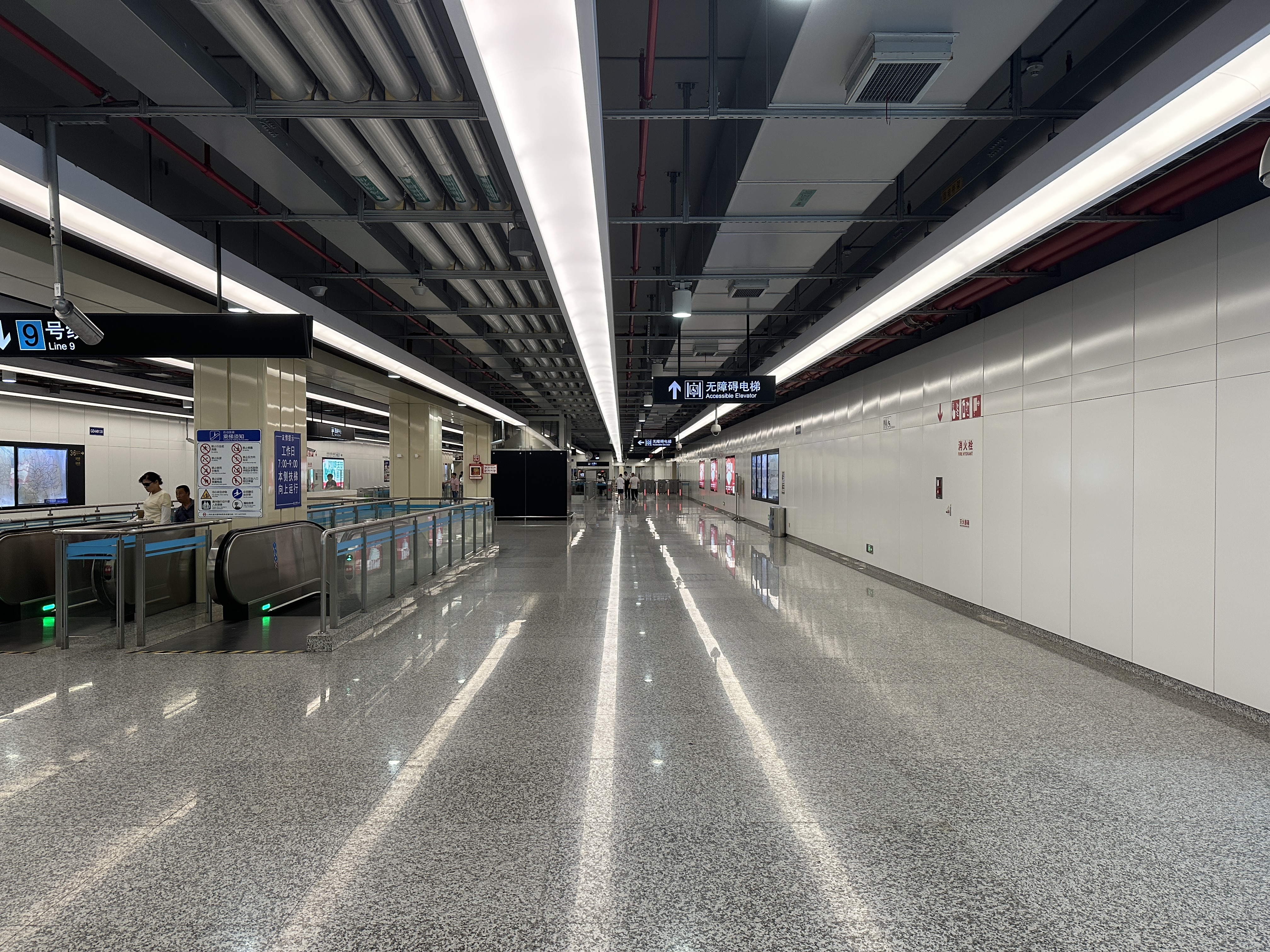
站厅

### 车站楼层
| 地面层   | 出入口             | 1-6出入口                        |  |  |
| 地下一层 | 站厅               | 票务服务、自动售票机、人工服务台 |  |  |
| 地下二层 |                    | █ 9号线 往上海松江站（民雷路）   |  |  |
|          | 岛式站台，右侧开门 |                                  |  |  |
|          |                    | █ 9号线 备用站台                 |  |  |

## 車站出口
曹路站共有8个出入口，各出入口如下所示：
| 出口编号            | 出口指示       | 照片 |
| ------------------- | -------------- | ---- |
| 1 · 出口            | 金海路         |      |
| 2 · A · 出口        | 金海路         |      |
| 2 · B · 出口        | 金海路         |      |
| 3 · A · 出口        | 金海路         |      |
| 3 · B · 出口        | 金海路         |      |
| 4 · 出口            | 金海路，金钻路 |      |
| 5 · 出口            | 金海路，金钻路 |      |
| 6 · 出口 · （设有） | 金海路，金钻路 |      |
| 图例： 设有         |                |      |